# Święty Jan Ewangelista ze świętym Franciszkiem
Święty Jan Ewangelista ze świętym Franciszkiem – obraz hiszpańskiego malarza greckiego pochodzenia Dominikosa Theotokopulosa, znanego jako El Greco. Istnieje w dwóch bardzo podobnych wersjach: mniejsza, uważana za kopię wykonaną prawdopodobnie w pracowni mistrza, znajduje się w zbiorach Prado, większa – w Galerii Uffizi.

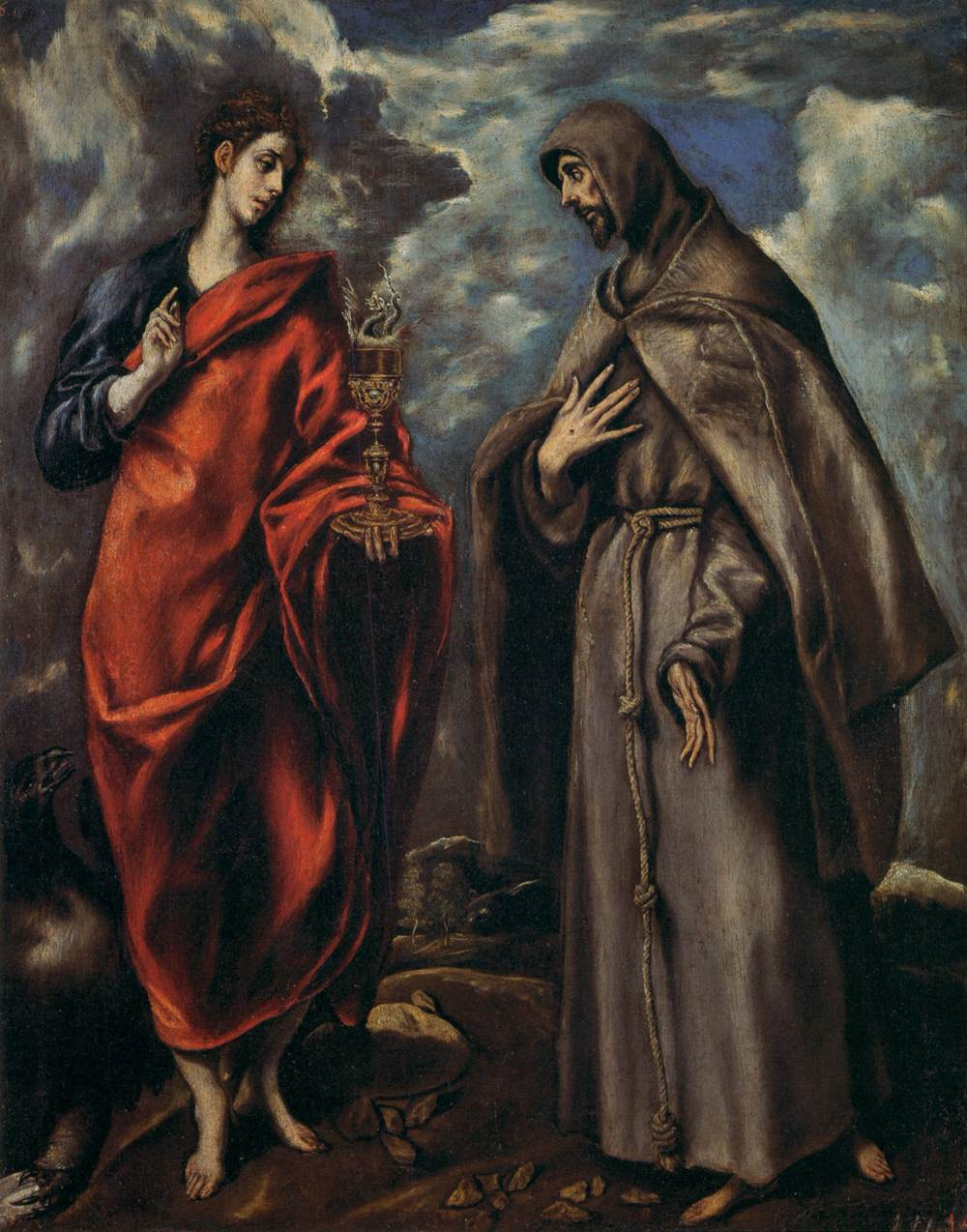
Święty Jan Ewangelista ze świętym Franciszkiem
1600,
110 × 86 cm,
Galeria Uffizi

Postać świętego Franciszka towarzyszyła El Greco przez niemal wszystkie lata jego twórczości. Początkowo ukazywał go w ekstazie, pochłoniętego żarliwą modlitwą (Święty Franciszek) lub z artefaktami i stygmatami (Ekstaza świętego Franciszka). Pod koniec XVI wieku El Greco Franciszka przedstawił w towarzystwie innych świętych. W 1595 roku ukończył obraz Święci Andrzej i Franciszek, a pięć lat później przedstawił Franciszka wraz z Janem Ewangelistą. Z tego samego okresu pochodzi prawdopodobnie wersja z barcelońskiego muzeum Museu Nacional d’Art de Catalunya, gdzie Franciszek występuje w towarzystwie Jan Chrzciciela (Święty Jan Chrzciciel ze świętym Franciszkiem), identycznie przedstawionego jak na ołtarzu kościoła bernardynów Santo Domingo de Silos w Toledo (Jan Chrzciciel).

## Opis obrazu
Na obu niemal identycznych obrazach po prawej stronie ukazany został św. Franciszek z profilu, ubrany w tradycyjny zakonny habit. Dłonie duchownego zostały namalowane w bardzo charakterystyczny sposób: prawa dłoń przyłożona jest do piersi w geście posłuszeństwa, długie palce są szeroko rozłożone, a dwa zewnętrzne są wyraźnie rozchylone. Lewa dłoń ułożona jest w otwartym geście skierowanym do Jana. Na obu dłoniach widoczne są stygmaty.
Po lewej stronie stoi Jan. Jego sylwetka wyraźnie kontrastuje z wychudzoną twarzą Franciszka. Ma młodzieńczą twarzą wpisaną w trójkąt, odziany jest w wielki czerwony płaszcz, który przy zimnej palecie artysty jest jedyną gorącą plamą. W prawej dłoni Jan trzyma jeden ze swoich atrybutów – kielich z wystającym z niego wężem. Wyjaśnienie symbolicznego znaczenia pucharu można znaleźć w apokryficznych Dziejach Jana z II wieku oraz w Złotej legendzie Jakuba de Voragine. Według legendy Aristodemus, kapłan z pogańskiej świątyni Diany w Efezie, zmusił św. Jana do wypicia kielicha z trucizną. Apostoł, zanim wypił napój, uczynił znak krzyża, co uratowało mu życie. Kapłan, widząc cud, nawrócił się na chrześcijaństwo, a wąż i kielich odtąd symbolizują truciznę. Motyw kielicha występował u El Greca dość często. Wykorzystał go we wszystkich wersjach portretu Jana Ewangelisty, ale i na różnych scenach zbiorowych z tym świętym: Święty Jan Ewangelista czy Święty Jan Ewangelista i święty Jan Chrzciciel. Drugi widoczny atrybut – orzeł, bardzo często towarzyszący Janowi, znajduje się w lewym dolnym rogu. Orzeł od starożytności uważany był za króla ptaków i symbolizował siłę oraz władzę. W odniesieniu do św. Jana wiąże się go Ewangelią Jana jako najgłębszą pod względem myśli teologicznej oraz z Apokalipsą Jana, gdzie jedna z postaci symbolizujących wszechświat przyjmuje postać lecącego orła. Gesty obu świętych wskazują, że między nimi toczy się ożywiony dialog.
Kilka lat później El Greco niemal w niezmienionej formie powtórzył kompozycję, tworząc obraz Święty Jan Ewangelista i święty Jan Chrzciciel. W podobny sposób postacie są zwrócenie ku sobie, następuje niemy dialog świętych.